# 川田あつ子
川田 あつ子（かわだ あつこ、1965年8月10日 - ）は、日本の女優、元アイドル。東京都保谷市（現・西東京市）出身。ラストシーン所属。明治大学付属中野高等学校定時制から転校、東京都立代々木高等学校定時制卒業。夫は俳優・タレントの柳憂怜。

## 人物
1981年、雑誌の「街で見かけた女の子」というグラビアページに登場したのをきっかけとして芸能界入り。「花の82年組」と言われる新人アイドル豊作の年にレコード・デビュー。アイドル歌手的な活動は2年ほどであったが、ブロマイド売上ベスト10入りするなど人気を得た。
元々はドラマデビューが先行しており、その後は女優業中心へと移行し、テレビドラマ、映画、舞台等と多数の出演作品がある。また声優活動、ラジオパーソナリティー、CM等でも幅広く活動。この他、作詞家として歌手に詞を提供している。
近年はエッセイ・小説等も発表するなど多彩な活動を見せており、支持する根強いファンが今も健在である。夫・柳憂怜とともに短篇映画等の制作も手掛けている。

## 略歴
- 1981年：集英社『週刊ヤングジャンプ』のギャルズコンテストでミスヤングジャンプグランプリ受賞[2]。
- 1981年：TBS系『たのきん全力投球!』にてテレビ初出演（レギュラー出演）。
- 1982年：CBS・ソニーより『秘密のオルゴール』で歌手デビュー。ハウス食品のCMソング及びイメージキャラクターに起用される。TBSのテレビドラマ『人間万事塞翁が丙午』（青島幸男原作、久世光彦演出）にてヒロイン役で女優デビュー。
- 1996年：小説『RAIN〜眠らざる街〜』（廣済堂）を発表。同年映像化される。
- 1999年：川田のファンであり、当時たけし軍団のメンバーだった柳ユーレイ（現・柳憂怜）と結婚。
- 2000年：川田自身がプロデュースした2冊組写真集『AII.A』でヌードを披露。

## 出演

### テレビドラマ
NHK
- 御宿かわせみ 第2シリーズ 第18話「千鳥が啼いた」（1983年、NHK） - 狸穴の娘 役

日本テレビ系
- 春よ来い（1982年） - レギュラー
- 太陽にほえろ!
  - 第591話「ボギーの妹?」（1984年） - 広田ようこ 役
  - 第627話「感謝状」（1984年） - 鈴木清美 役
  - 第651話「号泣」（1985年） - 矢口秋子 役
- 気になるあいつ（1985年） - レギュラー
- あぶない刑事 第43話「脱線」（1987年） - 高橋由香 役
- H' FOR MEN H'END 24（1987年）
- 彼女のお部屋覗かせて （1990年）- 主演

TBS系
- 人間万事塞翁が丙午（1982年） - ヒロイン ラク 役  女優デビュー作品　レギュラー
- 胸キュン探偵団（1983年）
- 激愛・三月までの…（1984年） - レギュラー
- 料理恋物語- レギュラー
- ドラマ23「ハイミスで悪かったわね!」
- ドラマチック22「田舎の王子様スキーへ行く」
- 月曜ドラマスペシャル
  - 「仙人のいたずら」 - ヒロイン役
  - 「西村京太郎サスペンス 萩・津和野に消えた女」 - 岡崎まゆみ
- スパイ道 女スパイ編「スパイ小作戦」（2006年、BS-i） - 主演

フジテレビ系
- 月曜ドラマランド
  - 「胸騒ぎの放課後」（1983年） - 主演
  - 「胸騒ぎの放課後2」（1983年） - 主演
  - 「ただいま放課後」（1984年） - 主演
- 金曜女のドラマスペシャル「ある朝、突然に…」（1984年）
- 怪人二十面相と少年探偵団II 第5,6回（1984年） - 蜂須賀令子 役
- スタア誕生（1985年） - レギュラー
- 窓を開けますか?（1988年） - レギュラー
- 現代恐怖サスペンス「大吉大凶」（関西テレビ）
- お正月スペシャル「京都五条おんな坂」（関西テレビ）
- サスペンス明日の13章「凍結受精卵」（関西テレビ）
- 金曜エンタテイメント「おばさんデカ 桜乙女の事件帖」

テレビ朝日系
- 必殺仕事人IV 第30話「勇次 投げ縄使いと決闘する」（1984年、朝日放送） - おしの役
- 必殺仕事人V 第7話「主水、生体解剖に腰を抜かす」（1985年、朝日放送） - お君役
- ザ・ハングマン6 第13話「少女連続殺人はロリコン先生!」（1987年、朝日放送） - クミ役
- いい話みつけ旅（朝日放送）
- 火曜ミステリー劇場「霧の疑惑 水曜日の妻たち熱海殺人事件」
- 土曜ワイド劇場「女教師殺し」

### バラエティ番組
- たのきん全力投球!（TBS）- レギュラー
- カックラキン大放送（日本テレビ） - ゲスト出演
- 8時だョ!全員集合（TBS） - ゲスト出演
- スターどっきり（秘）報告（フジテレビ）
- おっとっとッと（テレビ朝日）- 準レギュラー
- 青春!島田学校（1990年 - 1991年、TBS）- レギュラー
- 古代ロマン紀行・邪馬台国から絹のふるさとへ（日本テレビ） - 案内人

### 映画
- そろばんずく（1986年、東宝） - 森田芳光監督
- 山田村ワルツ（1987年、松竹） - 金子修介監督
- 異人たちとの夏（1988年、松竹） - 大林宣彦監督
- 日中友好条約締結15周年記念作品「乳泉村の子」 - 謝晋監督
- 発禁本 カストリキネマ／有楽町夜景 - 梶田征則監督
- 刑事まつりより『吉田みのる刑事』 - 柳ユーレイ監督
- ミラーを拭く男（2004年） - 梶田征則監督
- スパイ道より『スパイ小作戦』（2005年、BS-i） - 柳ユーレイ監督 ※テレビドラマの劇場公開版

### 舞台
- もうひとつの冬と君（ヒロイン）
- 積み木館の記憶（ヒロイン）

### オリジナルビデオ
- RAIN 〜眠らざる街〜（1996年） - 企画・製作・原作（廣済堂）・脚本・主演。

### ラジオ番組
- あつ子のラブメッセージ（FM愛知）- レギュラー
- ヤングタウンTOKYO（TBSラジオ）- レギュラー

### CM・広告
- ハウス食品『ゼリエース』『コーヒーゼリー』
- 警視庁『防犯ポスター』
- パナソニック（旧：松下電器）『パーソナル無線』
- 丸川製菓『エルグレープガム』
- JR（旧：国鉄） 『鉄道・保安ポスター』
- クラシエフーズ （旧：カネボウフーズ） 『フワリンカ』
- ブティックオーサキ 『ブティックオーサキ』

### 写真集
- 『reservation』（ワニブックス）
- 『川田あつ子写真集〜かりそめの可憐〜』（パワースポーツ）
- 『ATSUKO KAWADA PHOTOGRAPHS』（スコラ）
- 『AII.A』（バウハウス） - セルフプロデュース作品

### イメージVIDEO・DVD
- 『reservation』（ワニブックス）
- 『かりそめの可憐』（パワースポーツ）
- 『MILK STATION』（オリーブ）
- 『アイドル黄金伝説スーパーコレクションII』（ブロードウェイ）
- 『伝説の美少女 川田あつ子』（NC.JAPAN）
- Legend Gold 伝説のスーパーアイドル完全復刻版『MILK STATION』（日本メディアサプライ）
- Legend Gold 伝説のスーパーアイドル完全復刻版『かりそめの可憐』（日本メディアサプライ）
- 『All.A』（ケンワークス）

## 声優活動
- あずみマンマ・ミーア（テレビ朝日） - レギュラー

## ディスコグラフィ

### シングル
| 発売日        | 規格        | 規格品番    | 面          | タイトル         | 作詞        | 作曲        | 編曲        |
| CBS・ソニー   | CBS・ソニー | CBS・ソニー | CBS・ソニー | CBS・ソニー      | CBS・ソニー | CBS・ソニー | CBS・ソニー |
| ------------- | ----------- | ----------- | ----------- | ---------------- | ----------- | ----------- | ----------- |
| 1982年4月21日 | EP          | 07SH-1144   | A           | 秘密のオルゴール | 松本隆      | 財津和夫    | 大村雅朗    |
| 1982年4月21日 | EP          | 07SH-1144   | B           | 哀しみよ今日は   | 松本隆      | 財津和夫    | 大村雅朗    |
| 1982年8月25日 | EP          | 07SH-1193   | A           | ごめんなさい     | 鈴井みのり  | 鈴井みのり  | 戸塚修      |
| 1982年8月25日 | EP          | 07SH-1193   | B           | お元気ですか     | 鈴井みのり  | 鈴井みのり  | 戸塚修      |

### オムニバス・アルバム
- アイドル・ミラクルバイブルシリーズ 808182 Girls ～中山圭子・嵯峨聖子・川田あつ子・百瀬まなみ～（2008年3月11日、ソニー・ミュージックダイレクト、DYCL-77）-　既発のシングルAB面4曲を収録。

## 提供作品

### 作詞
- 高山厳『祈るだけの恋』『貴方のことだけ』『おしえて』
- 平山みき『思い出の海』